# Kwieki
Kwieki – wieś pogranicza kaszubsko-borowiackiego w Polsce położona w województwie pomorskim, w powiecie chojnickim, w gminie Czersk. Miejscowość wchodzi w skład sołectwa Krzyż.
W latach 1975–1998 miejscowość administracyjnie należała do województwa bydgoskiego.

## Sporty konne w Kwiekach
W 2011 r. w Kwiekach z inicjatywy René Patricka Burakowskiego został powołany wszechstronny ośrodek sportów konnych oraz Kaszubskie Stowarzyszenie Promowania Sportów Konnych.
Odbywają się tam zawody sportowe w podstawowych konkurencjach jeździeckich należących do dyscyplin olimpijskich, uznanych przez Międzynarodową Federację Jeździecką:
- D (Dressage) – czyli ujeżdżenie
- S (Saut d'obstacles) – czyli skoki przez przeszkody
- C (Concours complet) – czyli wszechstronny konkurs konia wierzchowego (WKKW)

oraz dodatkowo:
- A (Attelage) – czyli powożenie

W latach 2011 – 2015 w ośrodku odbyło się ponad 80 zawodów klasy ogólnopolskiej, jak i klasy międzynarodowej w tym między innymi: Eliminacje do Mistrzostw Świata Młodych Koni, Mistrzostwa Polski Amatorów i Zawodowców w Powożeniu Zaprzęgami, Mistrzostwa Polski Północnej, Mistrzostwa Polski Młodych Koni, Ogólnopolskie Olimpiady Młodzieży Młodych Koni oraz zawody z cyklu Pucharu Polski w WKKW.

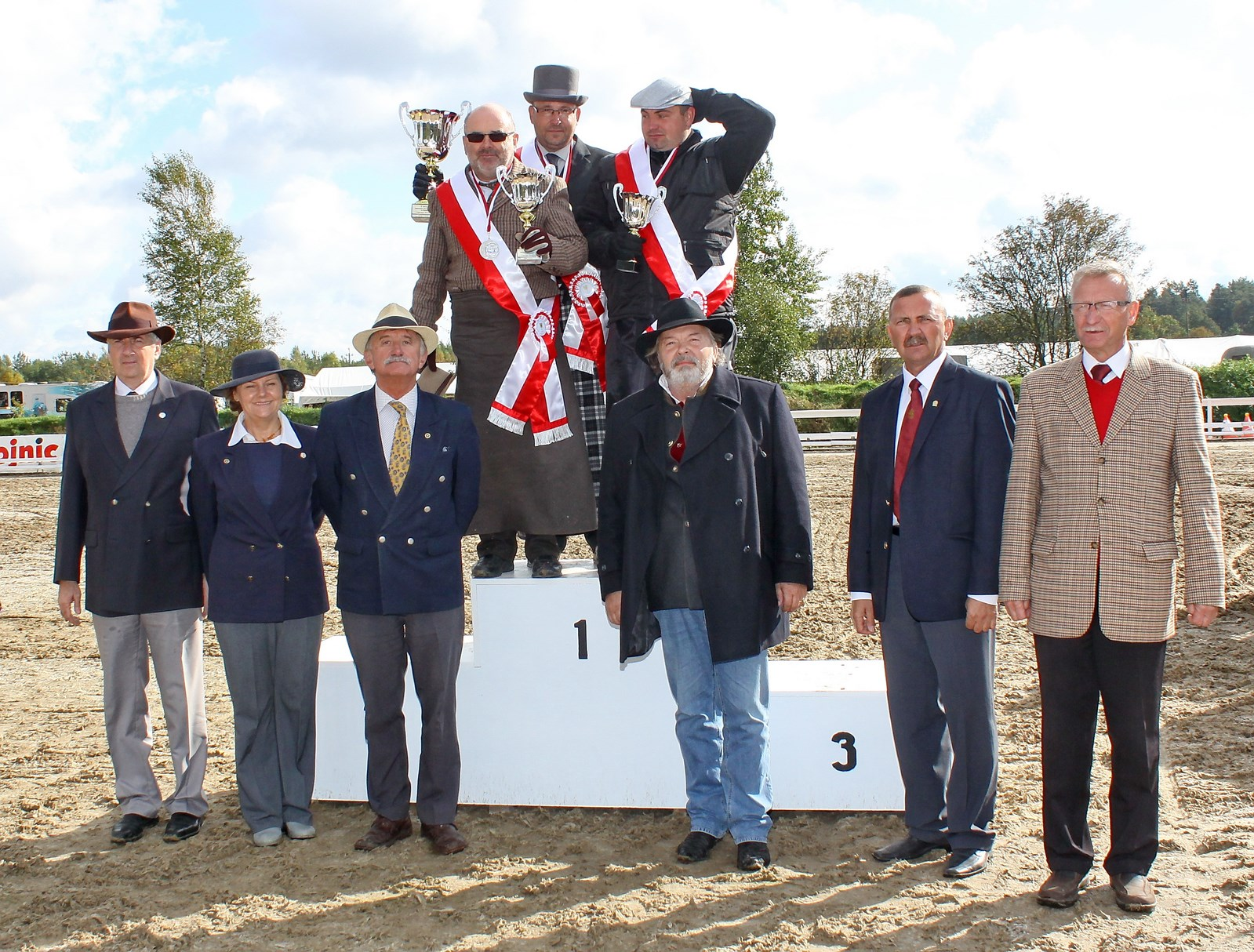
Mistrzostwa Polski w Powożeniu (2012)
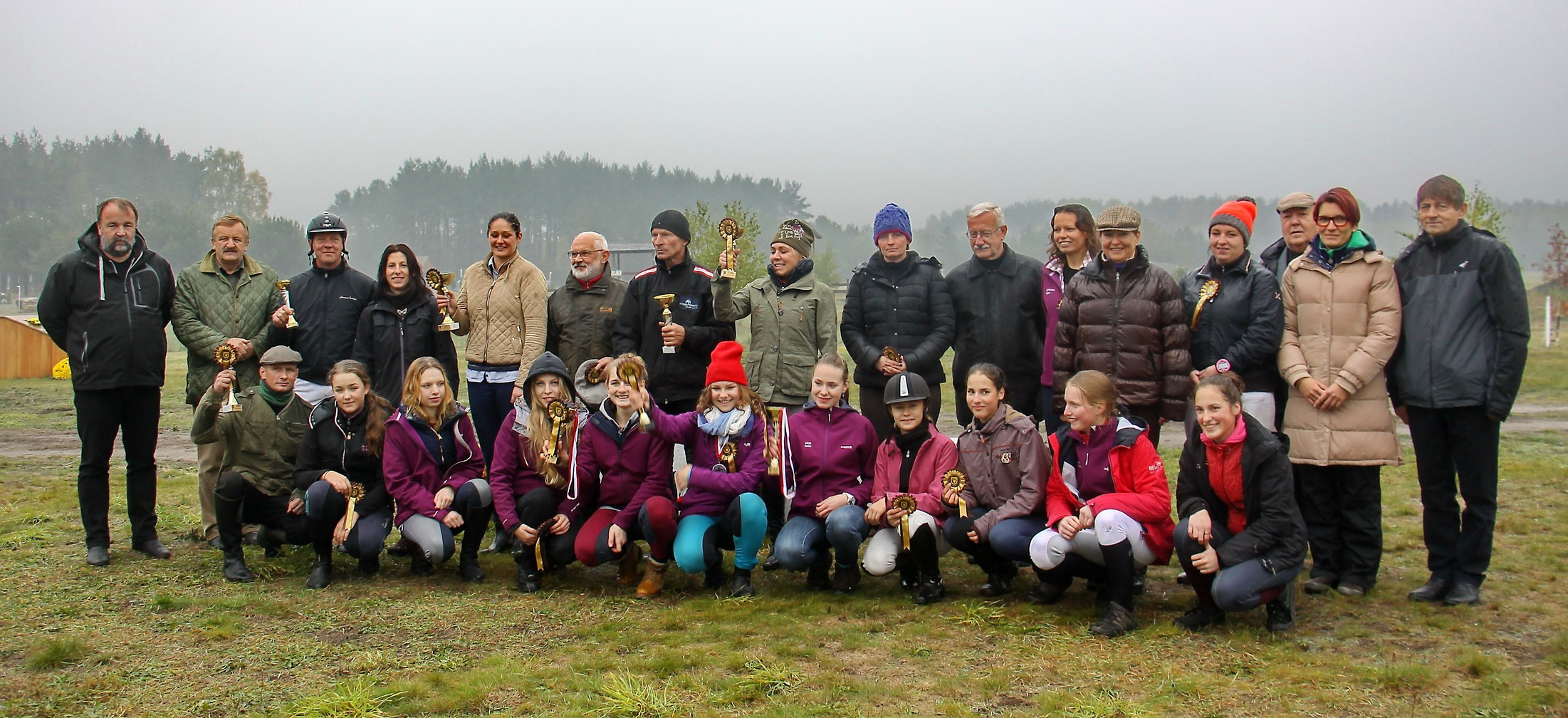
Nagrodzeni zawodnicy oraz sędziowie WKKW w Kwiekach (2015)
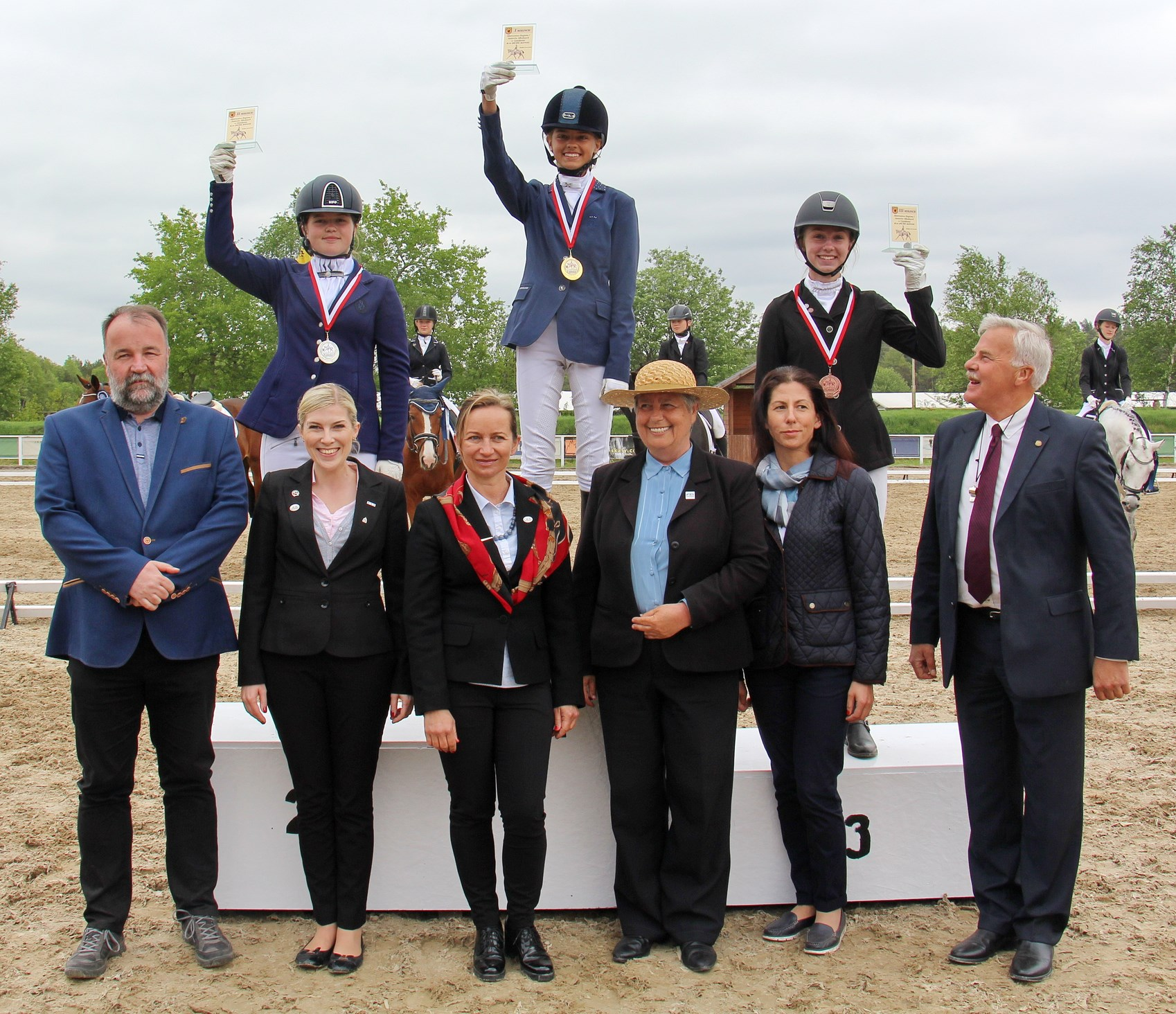
Mistrzostwa Regionu Juniorów Młodszych (2017)
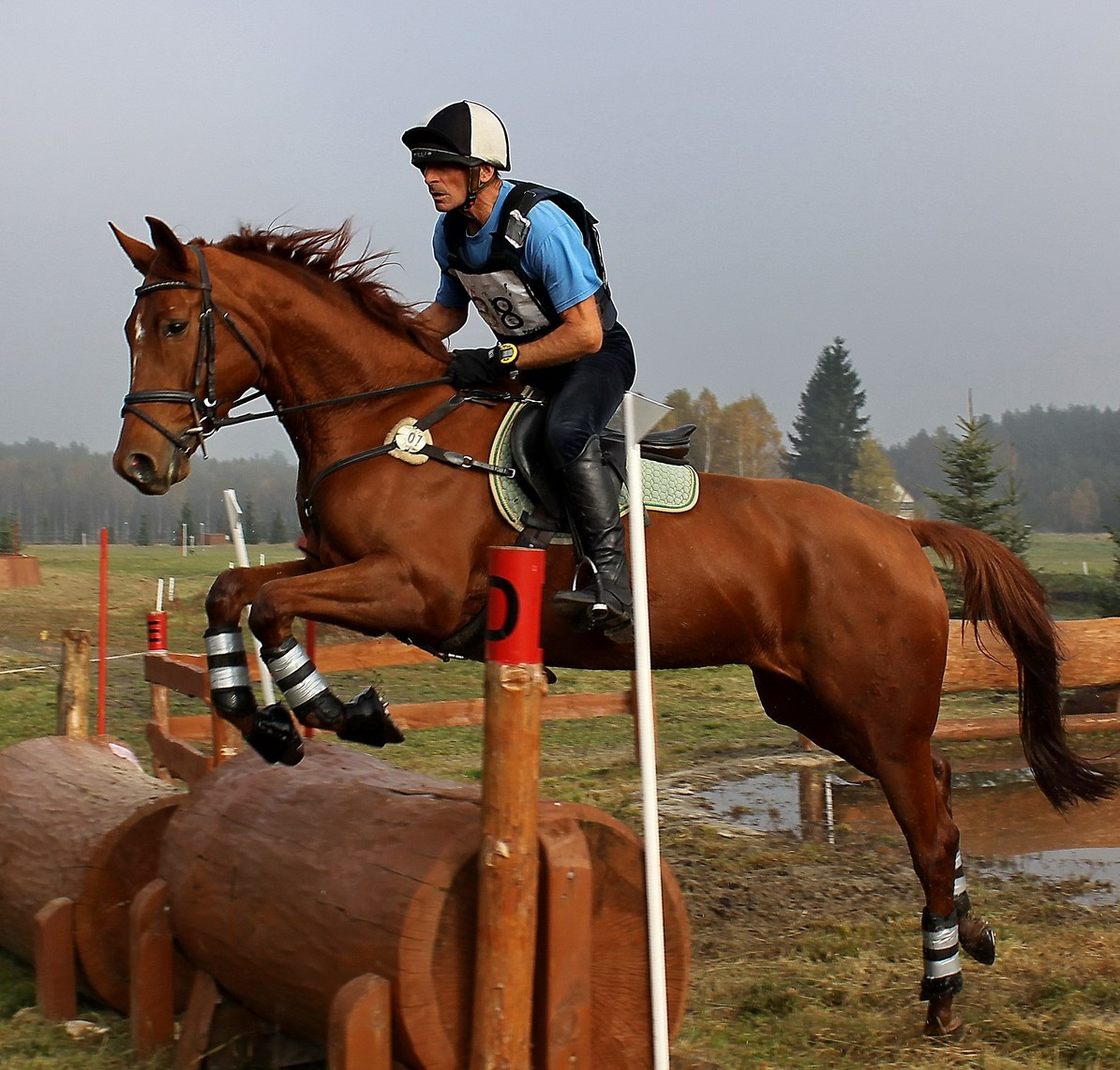
Piotr Piasecki – polski olimpijczyk podczas zawodów w Kwiekach (2012)
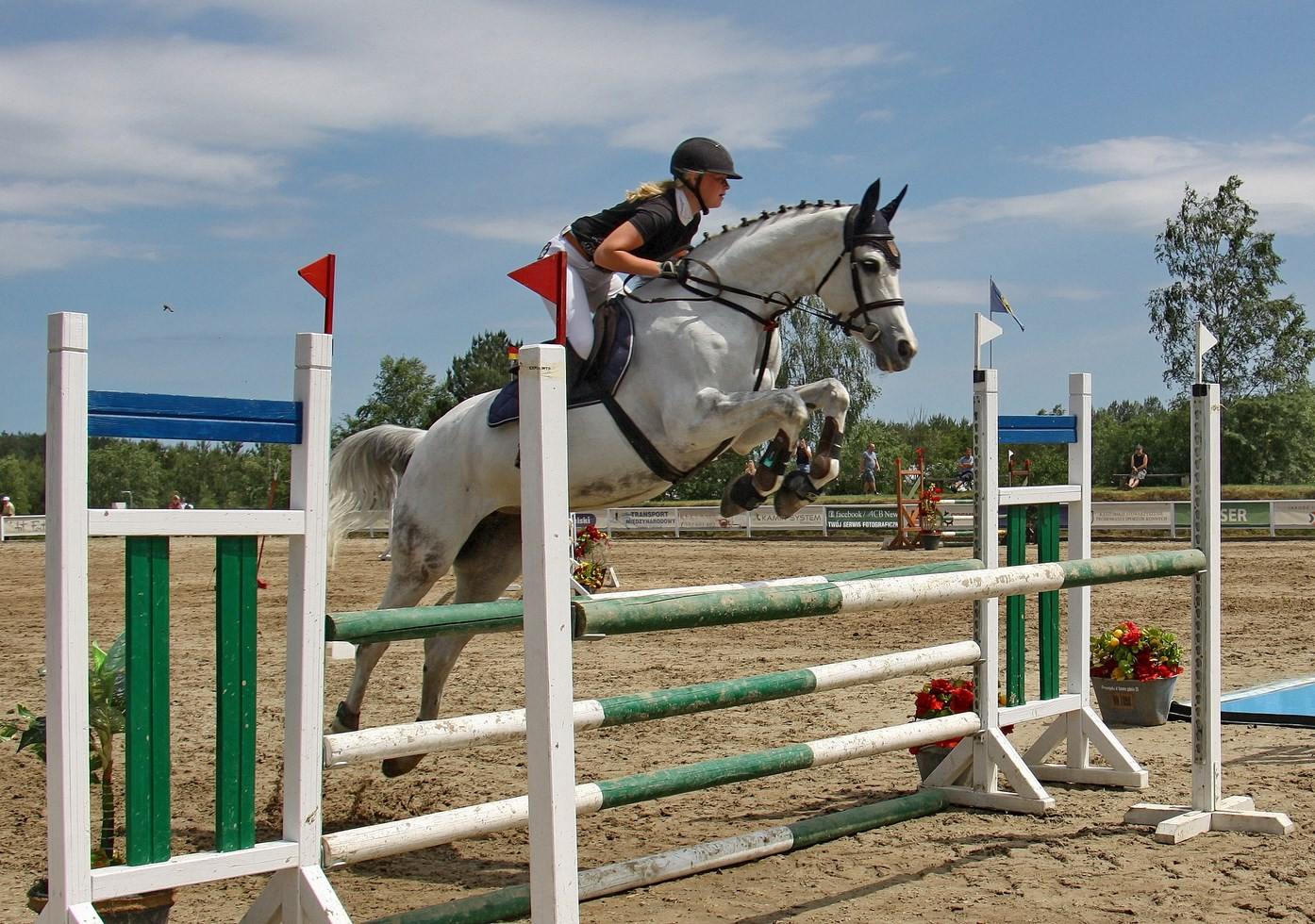
Leoni Retzlaff zawodniczka z Niemiec podczas zawodów w Kwiekach (2016)
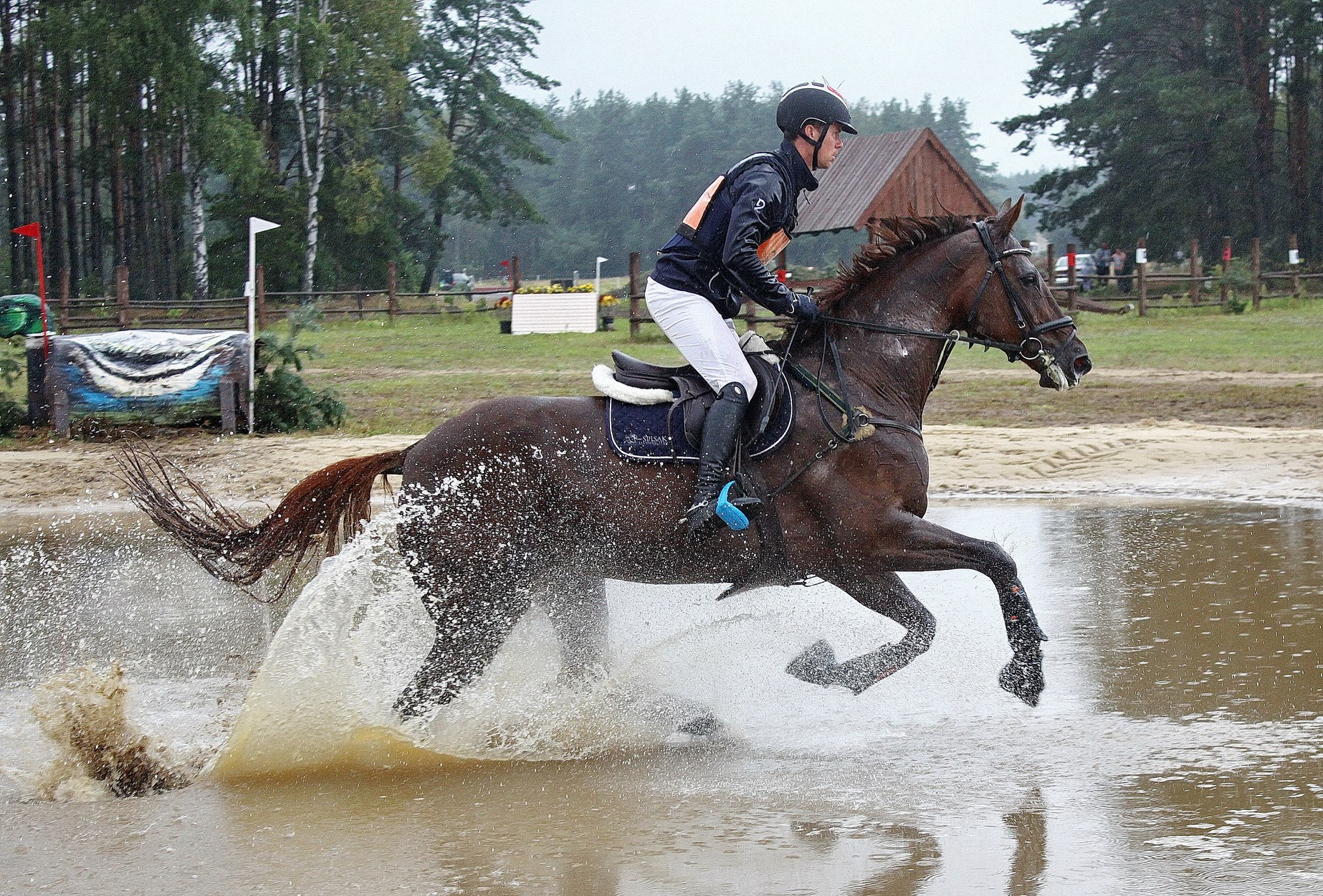
Paweł Spisak – polski olimpijczyk podczas zawodów w Kwiekach (2016)
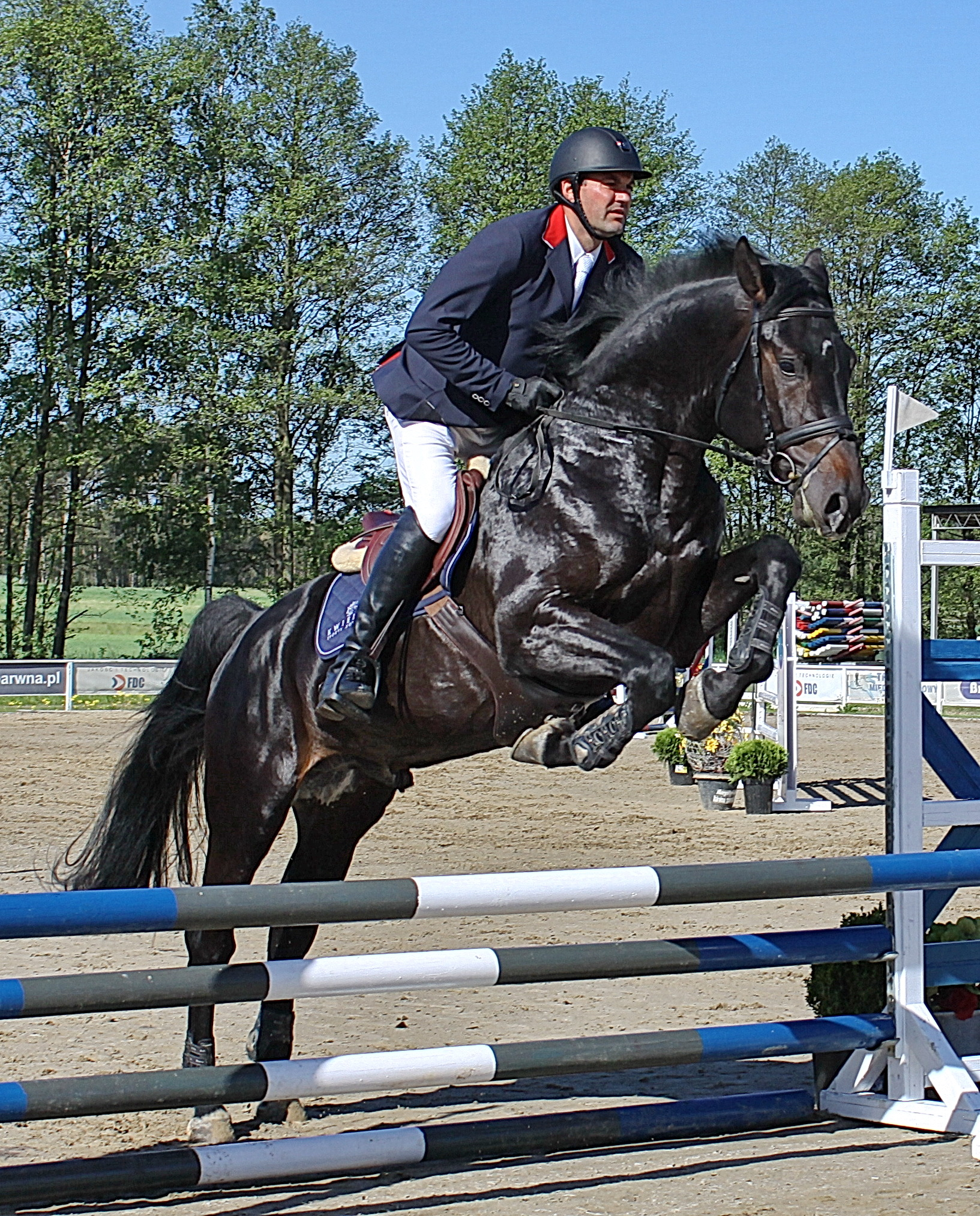
Kamil Rajnert – polski olimpijczyk podczas zawodów w Kwiekach (2017)
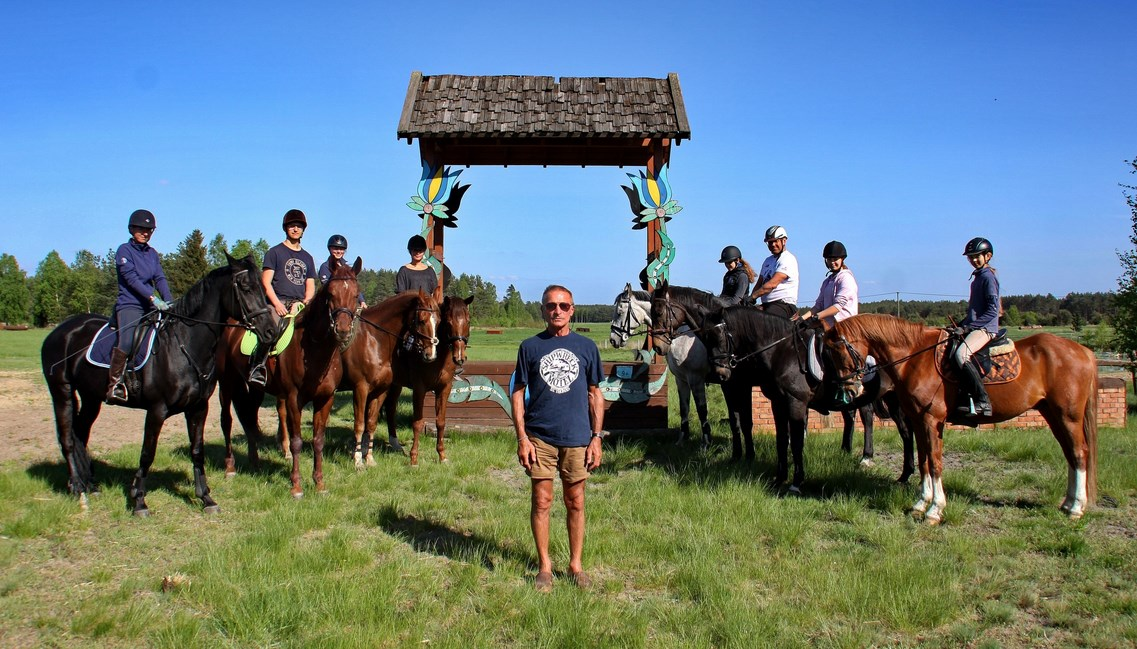
Piotr Piasecki – jako trener - zgrupowanie WKKW w Kwiekach (2018)
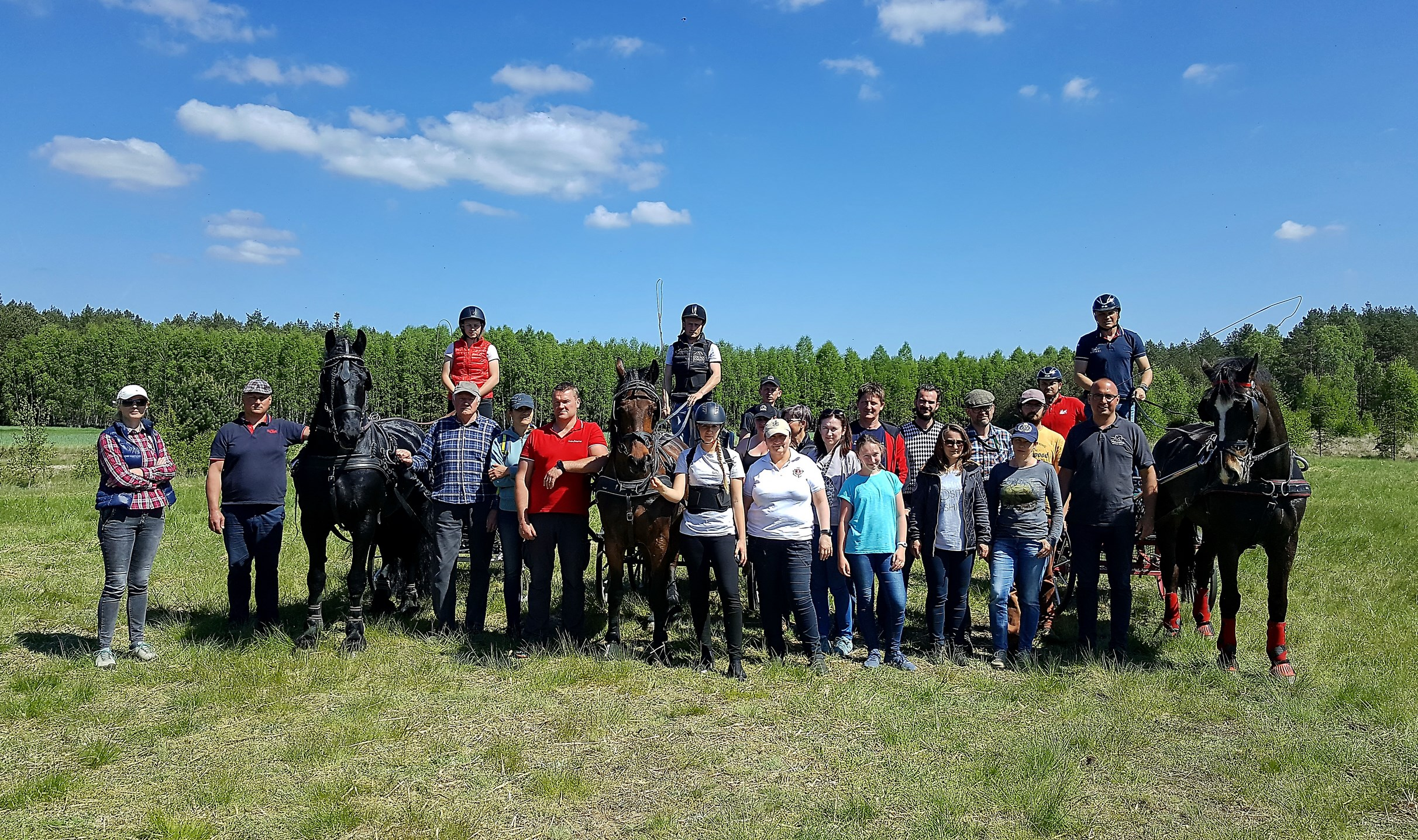
Bartłomiej Kwiatek – jako trener - szkolenie z elementów powożenia w Kwiekach (2018)

W ośrodku odbywają się również zgrupowania sportowców i amatorów pasjonujących się innymi dziedzinami sportu takimi jak: szermierka Go Now czy olimpijskie konkurencje lekkoatletyczne – bieg, pchnięcie kulą, skok w dal.